# Gymnopais rubzovi
Gymnopais rubzovi är en tvåvingeart som beskrevs av Bobrova 1967. Gymnopais rubzovi ingår i släktet Gymnopais och familjen knott. Inga underarter finns listade i Catalogue of Life.